# Neurocyta minor
Neurocyta minor är en nattsländeart som först beskrevs av Martin E. Mosely 1935.  Neurocyta minor ingår i släktet Neurocyta och familjen broknattsländor. Inga underarter finns listade i Catalogue of Life.